# ハード・アット・プレイ
『ハード・アット・プレイ』 (Hard At Play) は、アメリカ合衆国のロック・グループ、ヒューイ・ルイス&ザ・ニュースのアルバム。
1991年1月にアメリカで、1991年4月26日に日本でリリースされた。
日本では、1991年のバドワイザーのCMソングに本アルバム5曲目の「カップル・デイズ・オフ」が使用され、人気になった。ミュージック・ビデオが一部使われた。
メンバーとしては初のCDのみのアルバムとなった。しかし、1991年に発売されたのみで、その後は再版されていない。
このアルバムの中から、トラック2の「ヒット・ミー・ライク・ア・ハマー」とトラック5の「カップル・デイズ・オフ」が8cmシングルCDでシングルカットされた。
ちなみに、このアルバムはベースのマリオ・シポリナが1989年になくなった兄であるジョン・シポリナ(クイックシルヴァー・メッセンジャー・サーヴィス、ギタリスト)に捧げたアルバムでもある。
この頃から、タワー・オブ・パワーは自主活動を本格化していたため、彼らによる演奏は前作『スモール・ワールド』で最後となった。

## 曲目
1. ビルト・ミー・アップ Build Me Up（J・コーラ、H・ルイス)- 4:28
2. ヒット・ミー・ライク・ア・ハマー It Hit Me Like A Hammer（R・ランジ、H・ルイス）-4:01
3. アティテュード Attitude（カール）-4:00
4. うつろな心 He Don't Know（D・コヴェイ、J・ティヴェン、S・テイヴェン）-4:15
5. カップル・デイズ・オフ Couple Days Off（C・ヘイズ、H・ルイス、G・パルマー）-4:56
6. ザッツ・ノット・ミー That's Not Me（M・ラフ)-4:15
7. 今夜ふたりで We Should Be Making Love（A・ゴールドマーク、S・キプナー、S・リンジー)-4:01
8. ベスト・オブ・ミー Best Of Me（K.ヘイズ、B.ヘイズ、A・ストッキング)-3:57
9. ドゥ・ユー・ラブ・ミー・オア・ホワット Do You Love Me , or What?（C・ヘイズ、H・ルイス、N・ロウ) -3:46
10. ドント・ルック・バック Don't Look Back（H・ルイス、B・ギブソン、D・フレデリックス)-3:44
11. タイム・エイント・マネー Time Ain't Money（J・コーラ、H・ルイス)-4:46

## チャート
アルバム - ビルボード (北アメリカ)
| Year | Chart         | Position |
| ---- | ------------- | -------- |
| 1991 | ビルボード200 | 27       |

シングル - ビルボード (北アメリカ)
| Year | Single                           | Chart                  | Position |
| ---- | -------------------------------- | ---------------------- | -------- |
| 1991 | ビルド・ミー・アップ             | Mainstream Rock Tracks | 27       |
| 1991 | カップル・デイズ・オフ           | ビルボード・ホット100  | 11       |
| 1991 | ヒット・ミー・ライク・ア・ハマー | ビルボード・ホット100  | 21       |